# 滨海布兰维尔
滨海布兰维尔（法語：Blainville-sur-Mer，法語發音：[blɛ̃vil syʁ mɛʁ]）是法国芒什省的一个市镇，属于库唐斯区。

## 地理
滨海布兰维尔（49°4'0"N, 1°35'1"W）面积11.6 平方千米，位于法国诺曼底大区芒什省，该省份为法国西北部沿海省份，西、北、东北三面环大西洋，东起顺时针与卡爾瓦多斯省、奧恩省、马耶讷省和伊勒-维莱讷省接壤。
与滨海布兰维尔接壤的市镇（或旧市镇、城区）包括：阿贡-库坦维尔、格拉托、圣马洛德拉朗德、滨海古维尔。

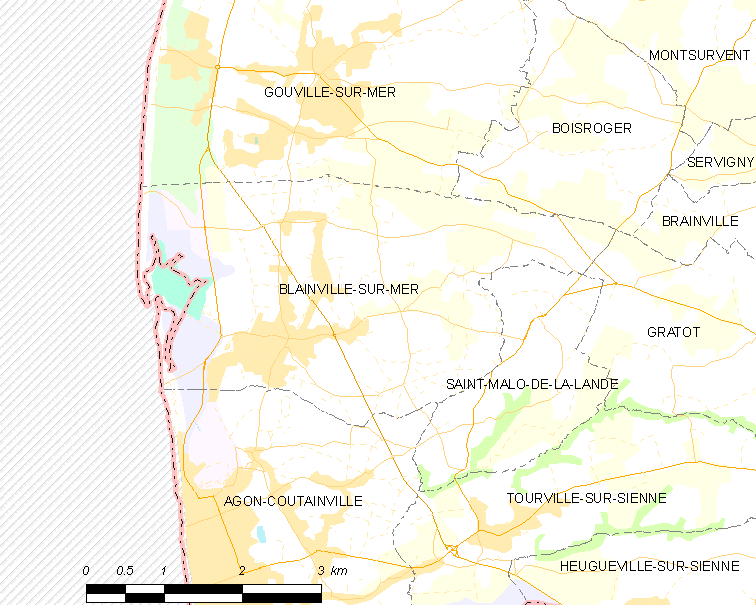
滨海布兰维尔的OSM定位图

滨海布兰维尔的时区为UTC+01:00、UTC+02:00（夏令时）。

## 行政
滨海布兰维尔的邮政编码为50560，INSEE市镇编码为50058。

## 政治
滨海布兰维尔所属的省级选区为阿贡-库坦维尔县。

## 人口

1962-2008年间滨海布兰维尔人口变化图示

滨海布兰维尔于2022年1月1日时的人口数量为1604人。